# Son Chhay
 (septembre 2015).
Son Chhay, né le 1er janvier 1956, est un homme politique cambodgien.